# Pat Dunn (homme politique)
Pat Dunn (né le 10 février 1950) est un ancien enseignant, directeur d'école et administrateur scolaire ainsi qu'un homme politique (néo-écossais) canadien.
Il représente la circonscription de Pictou-Centre à l'Assemblée législative de la Nouvelle-Écosse de 2006 à 2009. Lors de l'élection du mercredi 9 juin 2009, il est défait par le néo-démocrate Ross Landry, mais il est réélu lors de l'élection néo-écossaise du mardi 8 octobre 2013 et lors de celle de 2017.
Il a été ministre de la Promotion et de la Protection de la santé de la Nouvelle-Écosse dans le gouvernement de Rodney Macdonald. Il a également été ministre du Bénévolat.